# Fieldingia lagettoides
Fieldingia lagettoides is een sponssoort in de taxonomische indeling van de glassponzen (Hexactinellida). De spons leeft diep in zee. Het skelet van de spons bestaat uit spicula van kiezel.
De spons behoort tot het geslacht Fieldingia en behoort tot de familie Fieldingiidae. De wetenschappelijke naam van de soort werd voor het eerst geldig gepubliceerd in 1870 door Kent.